# 廣瀬直己
廣瀬 直己（ひろせ なおみ、広瀬直己、1953年2月1日 - ）は、日本の実業家。世界エネルギー会議副会長、一般社団法人日本動力協会会長。東京電力ホールディングス社長・副会長を務めた。

## 来歴
東京都渋谷区原宿出身。原宿幼稚園、渋谷区立神宮前小学校、渋谷区立原宿中学校（現渋谷区立原宿外苑中学校）、東京都立新宿高等学校、代々木ゼミナールを経て、1976年に一橋大学社会学部を卒業し、東京電力に入社。大学では本田創造ゼミで黒人史を専攻。オイルショックの影響で就職難だった折に就職活動の開始が遅れたため、7月面接解禁のルールを守り、遅くまで採用活動を行なっていた東京電力に入社した。
高校では作曲家の坂本龍一の1年後輩で、坂本は「僕が誘ってデモに連れて行ってた」と述べている。大学時代は、友人と組んだロックバンドでボーカルを担当していた。広瀬道明東京ガス社長は高校の同級生。廣瀬が社長に就任した際に、副社長に昇格した石崎芳行は、高校の1年後輩。
早くから将来の社長候補として頭角を現し、1983年にはイェール大学経営大学院に留学して経営学修士(MBA)を取得。成績が良好であったためティーチングアシスタントも務めた。1990年前後には、語学力を買われ、日本経団連会長などを務めていた平岩外四東京電力会長の秘書役を8年間務め、スピーチライターを務めたり、日米貿易摩擦交渉で通訳をするなど国際派としても知られた。秘書役を経て、1992年から企画部の課長を務めたのち、営業部門に転じた。また原子燃料部、国際部なども経験し、縦割りの強い東京電力内では珍しく、多様な部門を経験した。
2003年からの営業部長時代には、若手社員の意見を取り入れたデザインのエコキュートをデンソー、コロナと開発・発表し、成功させるなど、柔軟に周りの意見を取り入れて仕事を進めていくタイプとされる。
営業部長時代や販売営業本部副本部長時代に取り組んだオール電化住宅推進のマーケティングの事例は、母校イェール大学経営大学院でジョエル M. ポドルニー学長の授業の教材として採用された。
販売営業本部副本部長などを経て、2010年の株主総会で取締役に選出され、常務取締役に就任。翌2011年には福島第一原子力発電所事故を受けて新設された福島原子力被災者支援対策本部の副本部長に就任。清水正孝初代本部長や後任の皷紀男本部長の下で、賠償や広報に当たった。枝野幸男経済産業大臣からは、「被害者目線に立ち真摯に対応した」と評価される。
2012年5月、次期会長に内定した弁護士の下河辺和彦から東京電力入社の志望理由などを尋ねる面談を受け、勝俣恒久会長及び西沢俊夫社長から次期社長就任を打診され受諾。5月8日の臨時取締役会で第13代表執行役社長に内定し、6月27日の株主総会後の取締役会で代表執行役社長に選出された内定時に開かれた記者会見で、「東電が好きですので、この状態のままでほっぽり出すのは耐え難いという思いがあった」と述べ、被害者への賠償や電力の安定供給維持に努めると抱負を語った。2013年から日本原子力発電取締役兼任。
やがて数土文夫会長と対立するようになり、差し違えられる形で2017年、社長を退任して副会長に就任。
2020年、副会長を退任し同社参与。原子力安全推進協会国内アドバイザリー委員会委員、日本動力協会会長、日本電気協会参与、マナビス顧問。
物腰柔らかな低姿勢で人当たりの良い人物とされ、コミュニケーション能力の高さに定評がある。
プロ野球阪神タイガースのファンで、役員室に選手の色紙や、甲子園球場の模型を飾っている。

## 経歴
東京都出身。
- 1971年 東京都立新宿高等学校卒業
- 1976年 一橋大学社会学部卒業、東京電力株式会社入社
- 1983年 イェール大学経営大学院修了（経営学修士）
- 1984年 平岩外四会長秘書
- 1992年 企画部経営調査担当課長
- 1994年 営業部営業計画課長
- 1997年 千葉支店船橋営業所長
- 2000年 営業部マーケティンググループマネージャー
- 2001年 営業部部長代理兼自動検針プロジェクトグループマネージャー
- 2002年 東京支店副支店長
- 2003年 営業部長
- 2006年 執行役員営業部長
- 2007年 執行役員販売営業本部副本部長
- 2008年 執行役員神奈川支店長
- 2010年 常務取締役（用地部、国際部担当）
- 2011年 常務取締役福島原子力被災者支援対策本部副本部長
- 2012年 取締役 兼 代表執行役社長 兼 指名委員会委員
- 2013年 日本原子力発電株式会社取締役 兼任
- 2017年 執行役副会長（福島統括）
- 2020年 参与
- 2021年 一般社団法人日本動力協会会長、世界エネルギー会議日本国内委員会議長
- 2022年 世界エネルギー会議副会長[18]、イーズ取締役[19]

## 著作
- 「照明関連（電力など）の統計」「普及部活動」『照明学会誌』（社団法人照明学会）86, 8、2002-08-01
- （阿部孝夫・足立芳寛と共著）「集鼎談 地域から始める地球温暖化対策」『Best partner』（浜銀総合研究所）、2009-05